# Каллітея (станція метро)
«Каллітея» (грец. Καλλιθέα) — станція Афіно-Пірейської залізниці Афінського метрополітену. Розташована за 5,558 км від станції метро «Пірей». Свою назву станція отримала від міста Каллітея, в якому вона розташована.
Станція була відкрита 1 липня 1928 року у складі лінії Ε.Η.Σ. У 2004 році, до відкриття літніх Олімпійських ігор в Афінах, була проведена реконструкція.